# UQCRHL
UQCRHL (англ. Ubiquinol-cytochrome c reductase hinge protein like) – білок, який кодується однойменним геном, розташованим у людей на 1-й хромосомі. Довжина поліпептидного ланцюга білка становить 91 амінокислот, а молекулярна маса — 10 752.
| 10         |  | 20         |  | 30         |  | 40         |  | 50         |
| ---------- |  | ---------- |  | ---------- |  | ---------- |  | ---------- |
| MGLEDEQKML |  | TESGDPEEEE |  | EEEEELVDPL |  | TTVREQCEQL |  | EKCVKARERL |
| ELYDEHVSSR |  | SHTEEDCTEE |  | LFDFLHAKDH |  | CVAHKLFNNL |  | K          |

A: Аланін

C: Цистеїн

D: Аспарагінова кислота

E: Глутамінова кислота

F: Фенілаланін

G: Гліцин

H: Гістидин

K: Лізин

L: Лейцин

M: Метіонін

N: Аспарагін

P: Пролін

Q: Глутамін

R: Аргінін

S: Серин

T: Треонін

V: Валін

Задіяний у таких біологічних процесах, як транспорт, транспорт електронів, дихальний ланцюг, ацетилювання. 
Локалізований у мембрані, мітохондрії, внутрішній мембрані мітохондрії.